# عبد الرحمن العيدروس
عبد الرحمن بن مصطفى العيدروس (1135 - 1192 هـ) شيخ وشاعر متصوف من آل البيت النبوي من بلاد حضرموت باليمن. كان له صيت واسع ومكانة محترمة ولا ترد له شفاعة. رحل إلى كثير من الأقطار، إلى الهند والحجاز ومصر وفلسطين وسوريا وتركيا، واستقر بمصر بعد حياة طويلة مليئة بالكفاح والدعوة والسياحة.

## نسبه
عبد الرحمن بن مصطفى بن شيخ بن مصطفى بن زين العابدين بن عبد الله بن شيخ بن عبد الله بن شيخ بن عبد الله العيدروس بن أبي بكر السكران بن عبد الرحمن السقاف بن محمد مولى الدويلة بن علي بن علوي الغيور بن الفقيه المقدم محمد بن علي بن محمد صاحب مرباط بن علي خالع قسم بن علوي بن محمد بن علوي بن عبيد الله بن أحمد المهاجر بن عيسى بن محمد النقيب بن علي العريضي بن جعفر الصادق بن محمد الباقر بن علي زين العابدين بن الحسين السبط بن الإمام علي بن أبي طالب، والإمام علي زوج فاطمة بنت محمد ﷺ.
فهو الحفيد 31 لرسول الله محمد ﷺ في سلسلة نسبه.

## مولده ونشأته
ولد بعد الغروب ليلة الثلاثاء التاسع من شهر صفر سنة 1135 هـ بمدينة تريم بحضرموت، ووالدته فاطمة بنت عبد الله الباهر بن مصطفى العيدروس. نشأ بتريم وتعلم في حداثة سنّه علوم القرآن وارتاد مجالس العلم والعلماء، وكان موهوبًا وهو في أول شبابه، فصار في عداد العلماء النبغاء.

## رحلاته
قام بالعديد من الرحلات إلى أقطار كثيرة، وقد بدأ هذه الزيارات منذ وقت مبكر من حياته؛ إذ زار الهند وعمره ثماني عشرة سنة برفقة والده واتصل هناك بعلماء الهند في سورت وزار بلاد جاوة، ثم قام برحلة إلى الحجاز وأدى مناسك الحج وتنقل في الإقامة بين المدينة ومكة والطائف، ومن الحجاز توجه إلى مصر بطريق البحر من جدة سنة 1158 هـ، والتقى بكبار علماء مصر، وممن أتى إليه زائرا الشيخ عبد الخالق الوفائي فأحبه كثيرا وألبسه الخرقة وأجازه وكناه «أبو المراحم».
وفي سنة 1159 هـ سافر إلى مكة للحج، وتزوج ابنة عمه علوية وسكن بالطائف وابتنى دارًا هناك، ثم عاد إلى مصر سنة 1162 هـ، فمكث بها عاما واحدا وعاد إلى الطائف. ثم ورد مصر مرة أخرى في سنة 1168 هـ ومكث بها عاما ثم عاد إلى مكة مع الحج. وفي سنة 1172 هـ تزوج رقية بنت أحمد بن حسن باهارون وأنجبت له ولده مصطفى، ثم انتقل هو وأسرته إلى مصر عام 1174 هـ واستقر بها. وأثناء إقامته بمصر هذه المدة تعددت له رحلات إلى الصعيد الأعلى وطندتا ودمياط ورشيد وإسكندرية وفوه وديروط، ثم ارتحل إلى الشام فمر بغزة ونابلس ووصل إلى دمشق وأقام فيها مدة ثم عاد إلى مصر مرورا ببيت المقدس. كما ارتحل إلى إسطنبول فأمضى فيها نحو شهر ونصف وعاد منها إلى مصر، واستقر بمقام السيدة زينب وجعل مجلس عبادته وإرشاده في جوار ضريح الشيخ محمد العتريس.

## شيوخه
تلقى علومه الدينية والشرعية والنقلية والعقلية عن جماعة من العلماء الأعلام من تريم والهند ومكة والمدينة والطائف ومصر، منهم:
| - جده شيخ بن مصطفى العيدروس - والده مصطفى بن شيخ العيدروس - مصطفى بن عمر العيدروس - حسين بن عبد الرحمن العيدروس - عبد الرحمن بن عبد الله بلفقيه - عبد الله بن أحمد بن سهل - عمر بن أحمد السقاف | - مشيخ بن جعفر باعبود - عبد الله بن جعفر مدهر - محمد حياة السندي - محمد بن الطيب الفاسي - محمد بن سالم الحفناوي - يوسف بن سالم الحفناوي - أحمد بن عبد الفتاح الملوي | - مصطفى بن كمال الدين البكري - عبد الله بن سليمان باحرمي - محمد بن ياسين باقيس - جعفر بن محمد البيتي - محمد فاخر العباسي - غلام على آزاد البلكرامي - يوسف السورتي الهندي | - غياث الدين الكوكاني - إبراهيم بن فيض الله المدني - أحمد بن موسى العروسي - علي بن أحمد الصعيدي - أحمد البستاني الدمياطي - خليل الخضري الرشيدي |

## تلاميذه
وله كثير من الطلبة منهم:
| - عبد الرحمن بن سليمان الأهدل - سليمان بن يحيى مقبول الأهدل | - محمد مرتضى الزبيدي - عبد الرحمن بن حسن الجبرتي | - سليمان بن عمر الجمل - محمد بن علي الصبان | - عبد الله بن حجازي الشرقاوي - محمد بن محمد الأمير الكبير |

## مؤلفاته
له تصانيف كثيرة تزيد على الستين، بين منثور ومنظوم، تنوعت مواضيعها بين الحديث والتصوف والأذكار والتراجم والرحلات والمنظومات في مواضيع مختلفة، منها:
| - «مرآة الشموس بذكر سلسلة القطب العيدروس» - «العرف العاطر في معرفة الخواطر وغيرها من الجواهر» - «لطائف الجود في مسألة وحدة الوجود» - «سلسة الذهب المتصلة بخبر العجم والعرب» - «القول الأشبه في حديث: من عرف نفسه عرف ربه» - «قطف الزهور من روض المقولات العشر» - «الترقي إلى الغرف من كلام السلف والخلف» - «النفحة الألمعية في تحقيق معنى المعية» - «فتح الرحمن بشرح صلاة أبي الفتيان» - «عقد الجواهر في فضل آل البيت الطاهر» - «اتحاف الجليل في علم الخليل» | - «نفائس الفصول المقتطفة من ثمرات الوصول» - «الجواهر السبحية على المنظومة الخزرجية» - «المنهج العذب في الكلام على الروح والقلب» - «النفحة الأنسية في بعض الأحاديث القدسية» - «النفحة المدنية في الأذكار القلبية والروحية والسرية» - «اتحاف الذائق بشرح بيتي الصادق» - «اتحاف السادة الأشراف من كلام سيدي عبد الرحمن باحسين السقاف» - «نفحة البشارة في معرفة الاستعارة» شرحه محمد بن الجوهري - متن لطيف في اسم الجنس والعلم شرحه أبو الأنوار بن وفاء - «تشنيف السمع ببعض لطائف الوضع» شرحه عبد الرحمن الأجهوري - «ترويح البال وتهييج البلبال» ديوان شعر |

## ذريته
له ابن واحد وهو مصطفى الذي له كتاب «فتح المهيمن القدوس في مناقب سيدنا الحبيب عبد الرحمن بن مصطفى العيدروس» لم يعقب ولا يوجد اليوم من ذريته أحد.

## وفاته
توفي بمنزله القريب من قلعة الكبش بالقاهرة ليلة الثلاثاء الثاني عشر من شهر محرم سنة 1192 هـ، وصلي عليه بالجامع الأزهر ودفن بجوار ضريح الشيخ محمد العتريس الموجود بالقرب من مشهد السيدة زينب بنت علي بن أبي طالب.

### استشهادات
1. ↑  إبراهيم، محمد زكي (2003). مراقد أهل البيت في القاهرة. مصر: مؤسسة إحياء التراث الصوفي.
2. ↑  الحبشي، عيدروس بن عمر (2009). عقد اليواقيت الجوهرية. تريم، اليمن: دار العلم والدعوة. ج. الجزء الثاني. ص. 1001 - 1015.
3. ↑  المشهور، عبد الرحمن بن محمد (1984). شمس الظهيرة. جدة، المملكة العربية السعودية: عالم المعرفة. ج. الجزء الأول. ص. 111، 112.
4. ↑  الطيب، حسين (2019). "أسرار آل البيت". دار الناشر العربي. ص. 43.

## وصلات خارجية
- ديوان عبد الرحمن بن مصطفى العيدروس - الباحث العلمي.